# 20292 Едуардрезнік
20292 Едуардрезнік (20292 Eduardreznik) — астероїд головного поясу, відкритий 20 березня 1998 року.
Тіссеранів параметр щодо Юпітера — 3,558.